# Grande Fratello (quinta edizione)
La quinta edizione del reality show Grande Fratello è andata in onda in diretta in prima serata su Canale 5 dal 23 settembre al 2 dicembre 2004. È durata 71 giorni, ed è stata condotta per la terza volta consecutiva da Barbara D'Urso, e con la partecipazione dell'inviato Marco Liorni per la quinta volta consecutiva, ed ha accolto gli eliminati della settimana alla loro uscita dalla casa.
Questa edizione è durata appena 71 giorni con una durata di 10 settimane, e come in quella precedente sono state collaudate all'interno della casa due stanze molto importanti, la suite e il tugurio: la prima avente l'aspetto di un vero e proprio centro benessere in stile mediorientale caratterizzato da tutti i comfort possibili, il secondo invece arredato in stile miniera, simile ad un sotterraneo abbandonato. La casa, definita in questa edizione "casa famiglia", come struttura si è dimostrata molto simile a quella precedente, ma l'arredamento è stato completamente rinnovato: mobili stile anni 50 hanno contraddistinto le vicende quotidiane dei 17 concorrenti provenienti da (quasi) tutte le regioni d'Italia. In più sono state aggiunte due camere matrimoniali vista la partecipazione di coppie sposate al programma.
Come nelle precedenti edizioni, i concorrenti ogni settimana si sono sottoposti alla prova settimanale che ha decretato, secondo la loro produttività, il loro budget, i migliori e i peggiori della settimana.
Le vicende dei concorrenti sono state trasmesse 24 ore su 24 sulla televisione satellitare Sky.
Questa edizione, trasmessa pochissimo dopo la quarta che aveva ottenuto un incredibile successo, ha fatto riscontrare un corposo calo di ascolti, la media finale è stata di 6 905 000 in valori assoluti e del 30,6% di share, rispetto alle edizioni precedenti che non erano mai scese sotto gli 8 milioni. Per tale motivo, il programma si ferma un anno.
L'edizione è stata vinta da Jonathan Kashanian, che si è aggiudicato il montepremi di 241 054 €.

## Concorrenti
L'età dei concorrenti si riferisce al momento dell'ingresso nella casa.
| Concorrente                | Età     | Professione                                     | Luogo di nascita | Stato                |
| -------------------------- | ------- | ----------------------------------------------- | ---------------- | -------------------- |
| Jonathan Kashanian         | 23 anni | Stilista                                        | Ramat Gan        | Vincitore            |
| Catrina Davies             | 23 anni | Barista, modella e insegnante di lingua inglese | Cardiff          | Seconda classificata |
| Alessandro Capone          | 25 anni | Muratore                                        | Lucca            | Terzo classificato   |
| Annalisa Caputo            | 23 anni | Studentessa                                     | Grosseto         | Eliminata            |
| Antonio Leotta             | 31 anni | Gestore di un locale                            | Milano           | Eliminato            |
| Maria Elena "Mary" Segneri | 22 anni | Studentessa                                     | Frosinone        | Eliminata            |
| Pierre François Alaimo     | 26 anni | Producer e studente                             | Roma             | Eliminato            |
| Rosa "Rosy" Stagnitti      | 33 anni | Commerciante                                    | Taurianova       | Eliminata            |
| Veronica Rega              | 26 anni | Studentessa                                     | Roma             | Eliminata            |
| Guido Genovesi             | 39 anni | Arredatore                                      | Cascina          | Espulso              |
| Patrizia Griffini          | 39 anni | Parrucchiera                                    | Verbania         | Eliminata            |
| Cinzia Molena              | 25 anni | Fotomodella                                     | Saronno          | Eliminata            |
| Alfio Dessì                | 37 anni | Commerciante                                    | Taurianova       | Eliminato            |
| Aldo Pucci                 | 33 anni | Commerciante                                    | Sydney           | Eliminato            |
| Giulia Ponsi               | 24 anni | Studentessa                                     | Viareggio        | Eliminata            |
| Francesco Giusti           | 40 anni | Commerciante                                    | Prato            | Eliminato            |
| Alessandra Micciché        | 27 anni | Ballerina                                       | Catania          | Eliminata            |

## Tabella delle nomination
|                 | Settimana 1                                  | Settimana 2              | Settimana 3                    | Settimana 4             | Settimana 5                                              | Settimana 6                                       | Giorno 46                            | Settimana 7                            | Settimana 8             | Settimana 9                         | Ultima settimana                 | Numero totale di nomination |
| --------------- | -------------------------------------------- | ------------------------ | ------------------------------ | ----------------------- | -------------------------------------------------------- | ------------------------------------------------- | ------------------------------------ | -------------------------------------- | ----------------------- | ----------------------------------- | -------------------------------- | --------------------------- |
| Jonathan        | Alessandra                                   | Antonio Catrina          | Antonio Mary                   | Alfio Rosy              | Antonio Rosy                                             | Antonio Patrizia                                  | Antonio Mary                         | Antonio Catrina Mary                   | Catrina Mary            | Annalisa Antonio                    | Vincitore (Giorno 71)            | 8                           |
| Catrina         | Veronica                                     | Alfio Giulia             | Aldo Antonio                   | Antonio Rosy            | Antonio Rosy                                             | Alessandro Patrizia                               | Antonio Jonathan                     | Alessandro Mary Rosy                   | Antonio Mary            | Alessandro Antonio                  | Seconda classificata (Giorno 71) | 24                          |
| Alessandro      | Alessandra                                   | Giulia Veronica          | Alfio Rosy                     | Alfio Rosy              | Patrizia Rosy                                            | Patrizia Veronica                                 | Catrina Veronica                     | Antonio Catrina Rosy                   | Catrina Mary            | Annalisa Catrina                    | Terzo classificato (Giorno 71)   | 11                          |
| Annalisa        | Non in casa                                  | Non in casa              | Non in casa                    | Non in casa             | Non in casa                                              | Non in casa                                       | Non in casa                          | Non in casa                            | Immune                  | Alessandro Antonio                  | Eliminati (Giorno 64)            | 2                           |
| Antonio         | Alessandra                                   | Giulia Veronica          | Aldo Alfio                     | Catrina Guido           | Cinzia Guido                                             | Guido Patrizia                                    | Catrina Jonathan                     | Catrina Jonathan Rosy                  | Catrina Mary            | Catrina Jonathan                    | Eliminati (Giorno 64)            | 35                          |
| Mary            | Alessandra                                   | Alfio Giulia             | Alfio Antonio                  | Alfio Antonio           | Catrina Rosy                                             | Guido Patrizia                                    | Catrina Jonathan                     | Alessandro Catrina Jonathan            | Alessandro Catrina      | Eliminata (Giorno 57)               | Eliminata (Giorno 57)            | 12                          |
| Pierre François | Non in casa                                  | Non in casa              | Non in casa                    | Non in casa             | Non in casa                                              | Non in casa                                       | Non in casa                          | Non in casa                            | Eliminati (Giorno 50)   | Eliminati (Giorno 50)               | Eliminati (Giorno 50)            | 0                           |
| Rosy            | Alessandra                                   | Immune                   | Aldo Antonio                   | Catrina Jonathan        | Antonio Catrina                                          | Alessandro Patrizia                               | Alessandro Catrina                   | Alessandro Antonio Catrina             | Eliminati (Giorno 50)   | Eliminati (Giorno 50)               | Eliminati (Giorno 50)            | 16                          |
| Veronica        | Nessuno                                      | Alfio Giulia             | Alfio Antonio                  | Alfio Antonio           | Alessandro Antonio                                       | Alessandro Patrizia                               | Antonio Catrina                      | Eliminata (Giorno 46)                  | Eliminata (Giorno 46)   | Eliminata (Giorno 46)               | Eliminata (Giorno 46)            | 15                          |
| Guido           | Veronica                                     | Antonio Patrizia         | Mary Veronica                  | Alfio Rosy              | Antonio Rosy                                             | Mary Veronica                                     | Mary Veronica                        | Espulso (Giorno 44)                    | Espulso (Giorno 44)     | Espulso (Giorno 44)                 | Espulso (Giorno 44)              | 4                           |
| Patrizia        | Alessandra                                   | Alfio Giulia             | Alfio Rosy                     | Alfio Antonio           | Antonio Rosy                                             | Antonio Veronica                                  | Eliminata (Giorno 43)                | Eliminata (Giorno 43)                  | Eliminata (Giorno 43)   | Eliminata (Giorno 43)               | Eliminata (Giorno 43)            | 9                           |
| Cinzia          | Alessandra                                   | Alfio Giulia             | Aldo Antonio                   | Alfio Antonio           | Antonio Catrina                                          | Eliminata (Giorno 36)                             | Eliminata (Giorno 36)                | Eliminata (Giorno 36)                  | Eliminata (Giorno 36)   | Eliminata (Giorno 36)               | Eliminata (Giorno 36)            | 1                           |
| Alfio           | Veronica                                     | Aldo Mary                | Aldo Antonio                   | Catrina Jonathan        | Eliminato (Giorno 29)                                    | Eliminato (Giorno 29)                             | Eliminato (Giorno 29)                | Eliminato (Giorno 29)                  | Eliminato (Giorno 29)   | Eliminato (Giorno 29)               | Eliminato (Giorno 29)            | 17                          |
| Aldo            | Veronica                                     | Antonio Giulia           | Antonio Rosy                   | Eliminato (Giorno 22)   | Eliminato (Giorno 22)                                    | Eliminato (Giorno 22)                             | Eliminato (Giorno 22)                | Eliminato (Giorno 22)                  | Eliminato (Giorno 22)   | Eliminato (Giorno 22)               | Eliminato (Giorno 22)            | 6                           |
| Giulia          | Veronica                                     | Catrina Veronica         | Eliminata (Giorno 15)          | Eliminata (Giorno 15)   | Eliminata (Giorno 15)                                    | Eliminata (Giorno 15)                             | Eliminata (Giorno 15)                | Eliminata (Giorno 15)                  | Eliminata (Giorno 15)   | Eliminata (Giorno 15)               | Eliminata (Giorno 15)            | 8                           |
| Francesco       | Veronica                                     | Eliminato (Giorno 8)     | Eliminato (Giorno 8)           | Eliminato (Giorno 8)    | Eliminato (Giorno 8)                                     | Eliminato (Giorno 8)                              | Eliminato (Giorno 8)                 | Eliminato (Giorno 8)                   | Eliminato (Giorno 8)    | Eliminato (Giorno 8)                | Eliminato (Giorno 8)             | 0                           |
| Alessandra      | Nessuno                                      | Eliminata (Giorno 1)     | Eliminata (Giorno 1)           | Eliminata (Giorno 1)    | Eliminata (Giorno 1)                                     | Eliminata (Giorno 1)                              | Eliminata (Giorno 1)                 | Eliminata (Giorno 1)                   | Eliminata (Giorno 1)    | Eliminata (Giorno 1)                | Eliminata (Giorno 1)             | 7                           |
| Annotazioni     | Vedi Nota 1                                  | Vedi Nota 2              | Nessuna                        | Nessuna                 | Vedi Nota 3                                              | Nessuna                                           | Vedi Note 4 e 4.1                    | Vedi Nota 5                            | Vedi Nota 6             | Vedi Nota 7                         | Nessuna                          |                             |
| Nominati        | Alessandra Veronica Francesco Rosy           | Alfio Giulia Veronica    | Aldo Alfio Antonio Rosy        | Alfio Antonio Rosy      | Alessandro Antonio Cinzia Guido Patrizia Rosy            | Alessandro Antonio Guido Patrizia Veronica        | Antonio Catrina Jonathan Veronica    | Alessandro Antonio Catrina Rosy        | Antonio Catrina Mary    | Alessandro Annalisa Antonio Catrina | Alessandro Catrina Jonathan      |                             |
| Ritirati        | Nessuno                                      | Nessuno                  | Nessuno                        | Nessuno                 | Nessuno                                                  | Nessuno                                           | Nessuno                              | Nessuno                                | Nessuno                 | Nessuno                             | Nessuno                          |                             |
| Espulsi         | Nessuno                                      | Nessuno                  | Nessuno                        | Nessuno                 | Nessuno                                                  | Nessuno                                           | Guido                                | Nessuno                                | Nessuno                 | Nessuno                             | Nessuno                          |                             |
| Salvati         | Veronica 6 voti su 13 per eliminare Rosy 22% | Veronica 26% Alfio 20%   | Alfio 33% Antonio 16% Rosy 12% | Antonio Rosy            | Patrizia 19% Guido 16% Rosy 13% Antonio 9% Alessandro 7% | Veronica 21% Guido 12% Alessandro 11% Antonio 11% | Antonio 25% Catrina 24% Jonathan 10% | Catrina 31% Alessandro 19% Antonio 16% | Catrina 29% Antonio 19% | Alessandro Catrina                  | Jonathan 38% vincitore           |                             |
| Eliminati       | Alessandra 7 voti (su 13)                    | Giulia 54% per eliminare | Aldo 39% per eliminare         | Alfio 48% per eliminare | Cinzia 36% per eliminare                                 | Patrizia 45% per eliminare                        | Veronica 41% per eliminare           | Rosy 34% per eliminare                 | Mary 52% per eliminare  | Antonio 43% per eliminare           | Alessandro 29% (su 3)            |                             |
| Eliminati       | Francesco 78% per eliminare                  | Giulia 54% per eliminare | Aldo 39% per eliminare         | Alfio 48% per eliminare | Cinzia 36% per eliminare                                 | Patrizia 45% per eliminare                        | Veronica 41% per eliminare           | Pierre François per scelta del GF      | Mary 52% per eliminare  | Annalisa 32% per eliminare          | Catrina 33% (su 3)               |                             |

- Nota 1: Alessandra e Veronica sono nominate d'ufficio dal Grande Fratello; gli altri concorrenti scelgono chi eliminare. Inoltre uno tra Francesco e Rosy verrà eliminata in apertura di seconda puntata.
- Nota 2: Antonio è il migliore della settimana e salva se stesso dalla nomination.
- Nota 3: Catrina è la migliore della settimana e salva se stessa dalla nomination.
- Nota 4: Mary è la migliore della settimana e salva se stessa dalla nomination.
- Nota 4.1: Guido viene espulso dal gioco per aver bestemmiato in diretta televisiva.
- Nota 5: Il destino dei due nuovi entrati dipendeva dal Grande Fratello: essendo stata scelta Annalisa, Pierre ha dovuto abbandonare la casa.
- Nota 6: Alessandro è il migliore della settimana e salva se stesso dalla nomination.
- Nota 7: In semifinale vengono effettuate due eliminazioni.

## Episodi di particolare rilievo
- Entrano due coppie sposate, i toscani Francesco Giusti e Giulia Ponsi, e i calabresi Alfio Dessì e Rosy Stagnitti.
- Con soli 71 giorni di durata complessiva è la seconda edizione più corta del Grande Fratello, dopo quella del 2018.
- All'inizio della seconda puntata, la D'Urso dà ai concorrenti la notizia della liberazione delle volontarie Simona Pari e Simona Torretta, rapite in Iraq.
- È l'ultima edizione la cui sigla del programma ha la musica di Max Longhi e Giorgio Vanni.
- Il concorrente toscano Guido Genovesi viene espulso dal gioco a causa di una bestemmia in diretta TV (ma al di fuori della fascia protetta) che ha lanciato per la decisione della produzione di mandarlo febbricitante nel tugurio da cui era appena uscito, col pretesto di una sua scorrettezza (aveva anticipatamente riferito ai compagni chi avrebbe portato con sé nella suite).
- Una sera, alcuni concorrenti, dopo aver chiesto e pagato 44 bottiglie di birra, si lasciano andare ad un'ebbrezza incontrollata che sfocia in atti di vandalismo ed effusioni un po’ troppo spinte. Altri invece, come ad esempio Antonio, non prendono parte a tutto ciò. Sky interrompe la diretta per qualche ora e Barbara D'Urso redarguirà poi quei ragazzi che hanno commesso tali intemperanze.
- In questa edizione, durante la quinta settimana si raggiunge il record massimo di nominati: sono ben sei infatti i concorrenti (Alessandro, Antonio, Cinzia, Guido, Patrizia e Rosy) che vengono sottoposti al voto del pubblico. Tutto ciò nelle edizioni precedenti non era mai successo (succederà poi qualche anno dopo nell'ottava edizione durante la nona settimana), visto che il numero dei nominati settimanali arrivava al massimo a cinque persone.
- Durante il giorno 46, Barbara D'Urso irrompe nella casa mentre i concorrenti erano assolutamente all'insaputa del momentaneo cambiamento di giorno serale in cui lo show avrebbe dovuto essere trasmesso.
- Il giorno 47, entra il terzo concorrente straniero, Pierre François, che viene però eliminato dopo soli 3 giorni (la permanenza più corta in assoluto).
- Il 23 luglio 2012 Rosa Stagnitti apprende di essere indagata per favoreggiamento aggravato ‘dalle modalità mafiose’ nei confronti di presunti affiliati alla cosca Pesce di Rosarno[3].
- Per la prima volta un'edizione parte a pochi mesi di distanza da quella precedente. Infatti il 2004 segna il record di più edizioni del Grande Fratello nello stesso anno (Grande Fratello 4 e Grande Fratello 5).

## Ascolti
| Puntata             | Messa in onda     | Telespettatori | Share  |
| ------------------- | ----------------- | -------------- | ------ |
| 1                   | 23 settembre 2004 | 6 886 000      | 34,13% |
| 2                   | 30 settembre 2004 | 6 108 000      | 28,26% |
| 3                   | 7 ottobre 2004    | 6 384 000      | 29,69% |
| 4                   | 14 ottobre 2004   | 6 350 000      | 29,08% |
| 5                   | 21 ottobre 2004   | 6 940 000      | 29,82% |
| 6                   | 28 ottobre 2004   | 6 847 000      | 29,27% |
| 7                   | 4 novembre 2004   | 6 823 000      | 29,43% |
| 8                   | 11 novembre 2004  | 6 686 000      | 28,57% |
| 9                   | 18 novembre 2004  | 6 523 000      | 27,97% |
| Semifinale          | 25 novembre 2004  | 7 264 000      | 31,39% |
| Finale              | 2 dicembre 2004   | 8 642 000      | 40,04% |
| Media               | Media             | 6 859 000      | 30,70% |
| La nostra avventura | 9 dicembre 2004   | 5 307 000      | 23,88% |